# Electronique Guérilla
Electronique Guérilla is een album uit 1974 van de Franse elektronische rockgroep Heldon. Het is het debuutalbum van de groep, en brengt instrumentale nummers die wat doen denken aan het midden tussen de Duitse elektronische muziek uit die tijd, en de progressieve rockmuziek van King Crimson. Het is een instrumentaal album; enkel de track "Ouais Marchais, Mieux Qu'en 68 (Le voyageur)" bevat een geciteerde tekst, genomen uit het werk van Friedrich Nietzsche.
Het album verscheen aanvankelijk bij Disjuncta, en werd in 1978 opnieuw uitgegeven bij Cobra. Later verscheen het op cd bij Spalax en bij Cuneiform, samen met het album It's Always Rock and Roll als dubbel-cd.

## Tracks
1. "Zind" (2:18)
2. "Back To Heldon" (8:31)
3. "Northernland Lady" (6:57)
4. "Ouais Marchait, Mieux Qu'en 68 (Le voyageur)" (4:22)
5. "Circulus Vitiosus" (8:43)
6. "Ballade pour Puig Antich (révolutionnaire assassiné en Espagne)" (2:19)

Het laatste nummer is een verwijzing naar Salvador Puig Antich, een Spaanse anarchist die in 1974 onder het Franco-regime werd geëxecuteerd.

## Bezetting
- Richard Pinhas: AKS-synthesizer, 1957 Gibson Les Paul-gitaar
- Alain Renaud: gitaar
- George Grunblatt: VCS3-synthesizer
- Patrick Gauthier: piano en VCS3-synthesizer
- Coco Roussel: drums
- Pierrot Roussel: basgitaar
- Gilles Deleuze: voorlezen track 4